# Тамго, Тедди
Тедди Тамго́ (фр. Teddy Tamgho; 15 июня 1989, Париж) — французский легкоатлет, выступавший в тройном прыжке и прыжках в длину. Чемпион мира в помещении 2010 года, где установил мировой рекорд в тройном прыжке (17,90 м) и чемпион Европы в помещении 2011 года, где также установил мировой рекорд (17,92 м). Чемпион мира 2013 года в тройном прыжке с национальным рекордом (18,04 м). Бронзовый призёр чемпионата Европы 2010 года в Барселоне в тройном прыжке.
Тренировался у знаменитого кубинского прыгуна в длину Ивана Педросо.

## Карьера

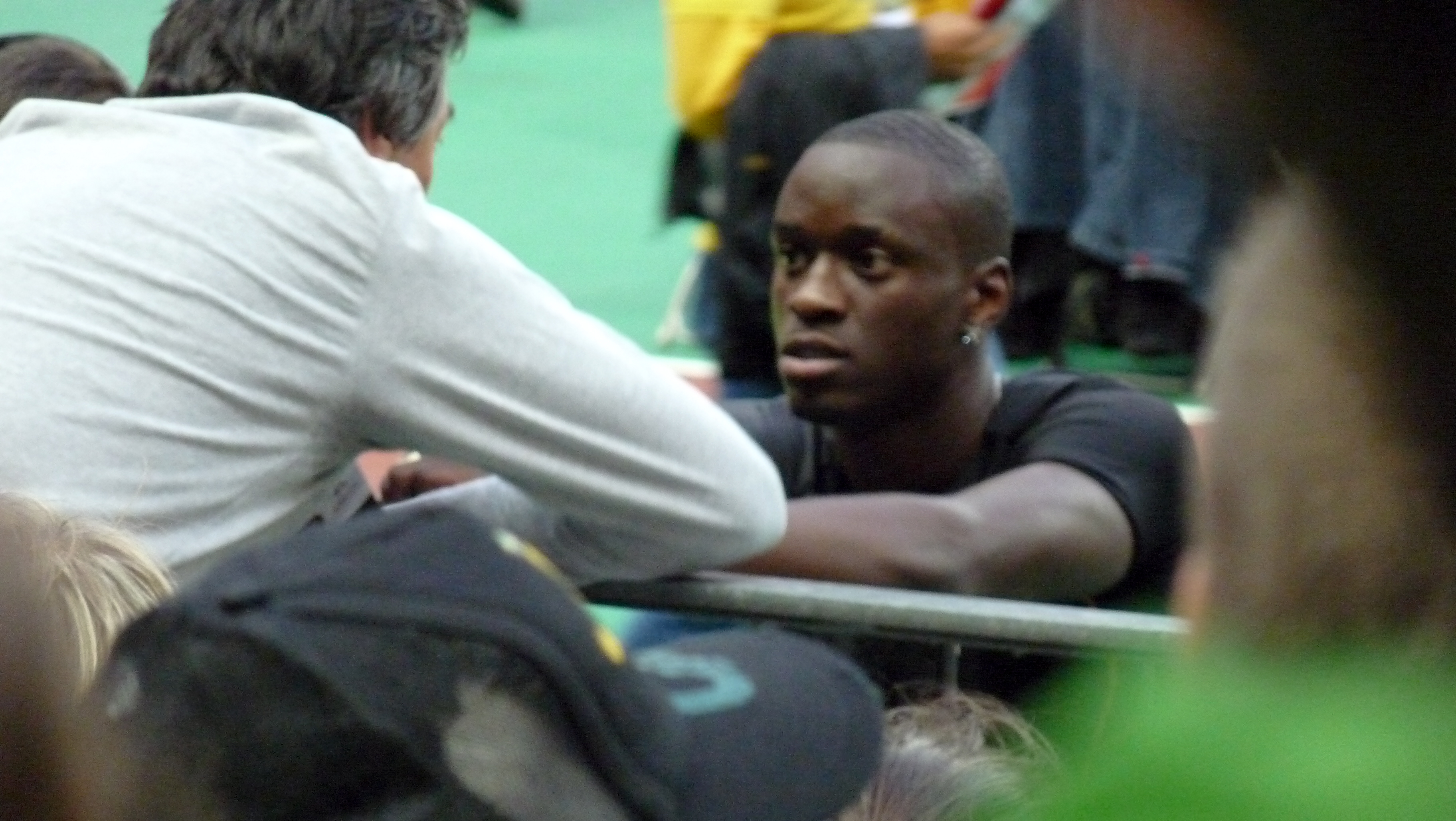
Тамго в 2009 году

Поочерёдно выиграл юниорские чемпионат Европы 2007 года и 
чемпионат мира 2008 года. На чемпионате Европы в помещениях 2009 года стал 13-м, на чемпионате мира 2009 года — 11-м.
На чемпионате мира в помещениях 2010 года в Дохе в последней попытке вырвал у кубинца Йоандри Бетансоса победу, установив при этом единственный на том форуме мировой рекорд (17,90 метра).
На чемпионате Европы 2010 года в Барселоне выиграл бронзу с результатом 17 м 45 см, уступив Филлипсу Айдову (17 м 81 см) и Мариану Опре (17 м 51 см).
20 февраля 2011 года на чемпионате Франции в помещении в Обьере превысил собственный мировой рекорд в помещении на 1 см — 17,91 м.
С сезона 2011 года стал уделять внимание и прыжкам в длину, установив в феврале личный рекорд (8,01 м). На чемпионате Европы в помещении 2011 года в Париже занял 4-е место в прыжках в длину, всего 2 см уступив бронзовому призёру (7,98 м против 8,00 м).
Там же в Париже на следующий день в финале тройного прыжка уже во второй попытке ещё на 1 см увеличил свой мировой рекорд — 17 м 92 см. В 4-й попытке повторил мировой рекорд, не доступив до бруска 5 см. Интересно, что в этом финале кроме Тамго ещё два прыгуна превысили прежний рекорд чемпионатов Европы в помещении (17 м 59 см): прежний обладатель рекорда итальянец Фабрицио Донато установил национальный рекорд (17 м 73 см), а румын Мариан Опря прыгнул на 17 м 62 см.
В августе 2019 года объявил о завершении карьеры.
Тренирует прыгуна тройным из Буркина-Фасо Юга Фабриса Занго, который в 2021 году превысил достижение Тамго на закрытых стадионах и первым прыгнул за 18 метров (18,07 м). В 2023 году Занго стал чемпионом мира.

## Личные рекорды
На 18 августа 2013 года
- Тройной прыжок
  - На стадионе — 18 м 04 см (18 августа 2013, Москва; ) — NR
  - В помещении — 17 м 92 см (6 марта 2011, Париж) — WR
- Прыжок в длину
  - На стадионе — 7 м 63 см (16 июня 2007, Версаль)
  - В помещении — 8 м 01 см (13 февраля 2011, Обонн; ветер +0,2 м/с)